# Fritz-Reuter-Straße 30 (München)

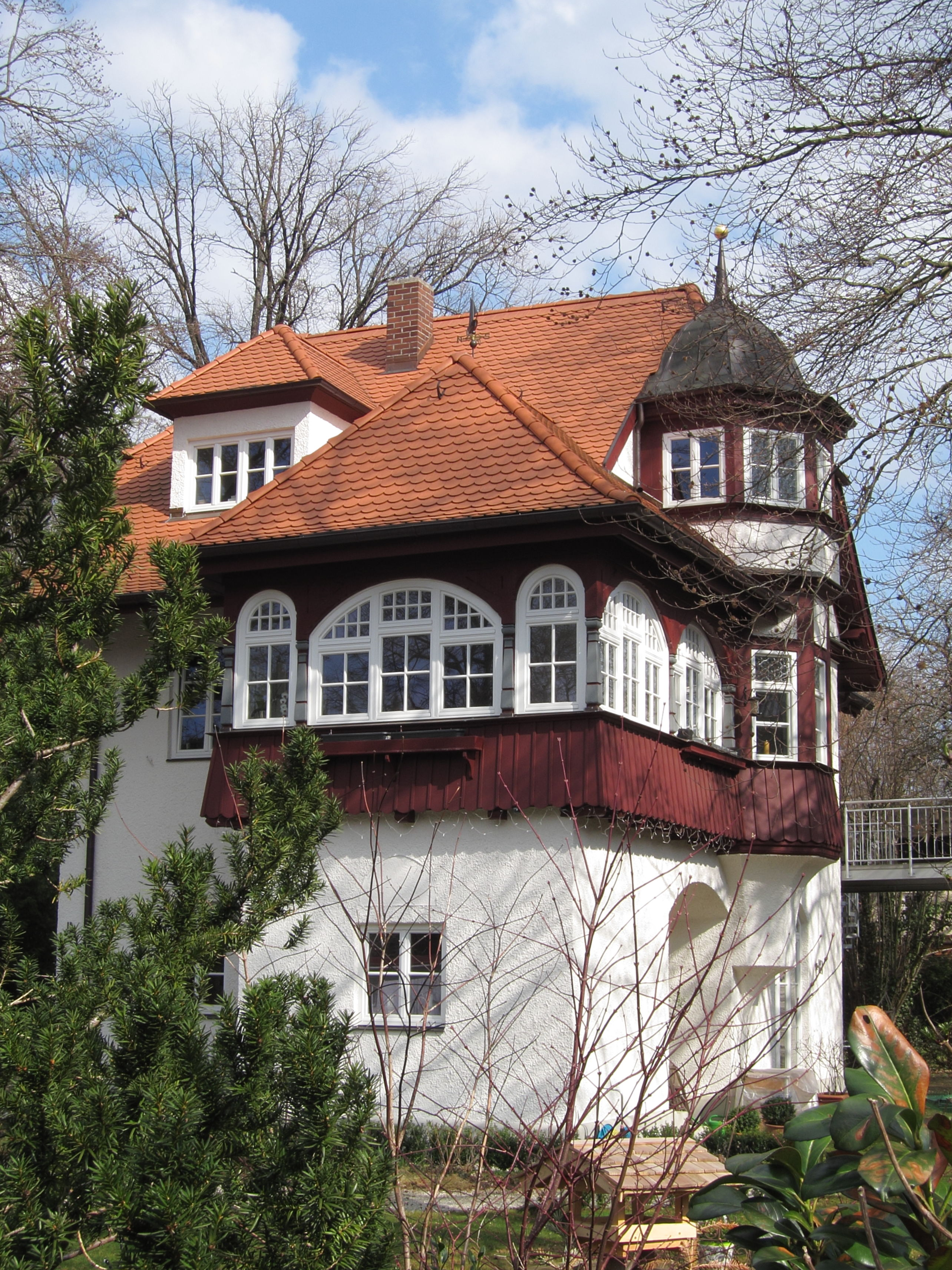
Villa Fritz-Reuter-Straße 30 im Stadtteil Obermenzing von München

Das Gebäude Fritz-Reuter-Straße 30 im Stadtteil Obermenzing der bayerischen Landeshauptstadt München wurde 1896 errichtet. Die Villa in der Fritz-Reuter-Straße, die zur Frühbebauung der Villenkolonie Pasing I gehört, ist ein geschütztes Baudenkmal.
Der zweigeschossige Krüppelwalmdachbau mit Erdgeschosserker, holzverschaltem Balkon, Erkerturm und Fachwerk wurde nach Plänen des Architekturbüros August Exter im Heimatstil errichtet.